# NGC 3750
NGC 3750 é uma galáxia elíptica (E-S0) localizada na direcção da constelação de Leo. Possui uma declinação de +21° 58' 29" e uma ascensão recta de 11 horas, 37 minutos e 51,6 segundos.
A galáxia NGC 3750 foi descoberta em 9 de Fevereiro de 1874 por Ralph Copeland.